# آلیس (مجموعه تلویزیونی کره جنوبی)
آلیس (کره‌ای: 앨리스; لاتین‌نویسی اصلاح‌شده: Aelliseu) یک مجموعه تلویزیونی محصول کره جنوبی سال ۲۰۲۰ با بازی کیم هی سون و جو وون است. این مجموعه از ۲۸ اوت تا ۲۴ اکتبر ۲۰۲۰، روزهای جمعه و شنبه ساعت ۲۲:۰۰ (کی‌اس‌تی) از اس‌بی‌اس پخش شد. آلیس یک درام علمی-تخیلی است و داستان سفر در زمان یک زن و داستان مردی که احساسات خود را از دست داده‌است را بازگو می‌کند. این مجموعه برای استریم در نتفلیکس قابل دسترسی است.

## بازیگران
| نام        | کاراکتر                 |
| ---------- | ----------------------- |
| کیم هی سون | یون ته یی/پارک سون یونگ |
| جو وون     | پارک جین گیوم           |
| مون وو جین | یونگ پارک جین           |
| مون جو وون | کودکی پارک جین          |

| نام            | کاراکتر      |
| -------------- | ------------ |
| کواک شی-یانگ   | یو مین هوک   |
| لی دا-این      | کیم دو یون   |
| کیم سانگ هو    | گو هیون سوک  |
| چوی وون-یونگ   | سوک او وون   |
| لی جه یون      | کیم دونگ هو  |
| جونگ ووک       | ها یونگ سوک  |
| چوی هونگ ایل   | یون جونگ سو  |
| کیم کیونگ-نام  | کی چول آم    |
| هوانگ سونگ اون | او شی یونگ   |
| چوی جونگ وو    | پدر ته یی    |
| یون‌وو          | خواهر یون ته |

## تولید
این مجموعه اولین حضور جو وون به عنوان بازیگر پس از مرخص شدن از سربازی در ۵ فوریه ۲۰۱۹ بود.
در ۳۱ ژوئیه ۲۰۲۰، اس‌بی‌اس تصاویر جلسه فیلم‌نامه خوانی گروه بازیگران اصلی به همراه تیم تولید را منتشر کرد.